# Soundview (Album)
Soundview ist ein Jazzalbum von Bruce Harris. Die am 35. Oktober 2020 im Veranstaltungsort GB’s Juke Joint in Astoria, New York City, entstandenen Aufnahmen erschienen am 4. Juni 2021 auf dem kanadischen Label Cellar Live Music.

## Hintergrund
Das Debütalbum von Trompeter Bruce Harris als Bandleader, Beginnings, wurde 2017 bei Posi-Tone Records veröffentlicht, nachdem er bereits seit den späten 1990er-Jahren auf der Jazzszene aktiv war, einschließlich Studioarbeit bei Pop-Produktionen und Auftritten in zwei Broadway-Shows, After Midnight und Shuffle Along. Nachdem er bei seinem Debütalbum mit verschiedenen Saxophonisten gespielt hatte, ist Harris auf Soundview der einzige Bläser, eine relative Seltenheit für Trompeter, notierte Phil Freeman. Auf dem Album interpretiert er unter anderem Stücke von Gigi Gryce, Hank Mobley, Randy Weston und Barry Harris. Die „Ellington Suite“, die gegen Ende des Albums erscheint, kombiniert die Ellington-Klassiker „Black Beauty“, „Drop Me Off in Harlem“ und „Echoes of Harlem“ zu einem einzigen neunminütigen Medley. In seiner Band spielten Pianist Sullivan Fortner, Bassist David Wong und der Schlagzeuger Aaron Kimmel. „If You Were Mine“ und „Bird of Red and Gold“ sind Vokalnummern, vorgestellt von der Vokalistin Samara McClendon.

## Titelliste
- Bruce Harris: Soundview (Cellar Music  CM102520)[3]

1. Soundview 7:46
2. Satellite (Gigi Gryce) 3:30
3. Maybe It’s Hazy 7:00
4. If You Were Mine (Matty Malneck, Johnny Mercer) 3:50
5. Hank’s Pranks (Hank Jones) 3:51
6. Your’e Lucky to Me (Eubie Blake, Andy Razaf) 7:34
7. Ellington Suite (Ellington, arr. Andy Ferber) 9:28
8. Bird of Red and Gold (Barry Harris) 2:54
9. Saucer Eyes (Randy Weston) 4:52

Soweit nicht anders vermerkt, stammen die Kompositionen von Bruce Harris.

## Rezeption
Morton Shlabotnik schrieb in Shepherd Express, der „jugendliche“ Trompeter Bruce Harris habe eine elegante Hommage an das aufgenommen, was heute als „Black American Songbook“ bezeichnet wird – Kompositionen afroamerikanischer Künstler aus den 1920er und 40er.Jahren, die zu Standards geworden sind. Der New Yorker führe sein Quartett durch eine Auswahl von Werken von Eubie Blake, Johnny Mercer, Duke Ellington und anderen, zusammen mit einigen Originalen. Die Tempi schwanken leicht von Balladen zu peppigen Nummern, während Harris die volle Kontrolle über die Melodien übernehme und sie zu bedeutungsvollen (und nie übermäßig ausgedehnten) Soli führe. Sänger Samparea McClendon füge Harris’ wunderschön konzipiertem „Bird of Red and Gold“ eine wehmütige Note hinzu.
Der Kritiker von Last Row Music wandte ein, während des gesamten Albums scheinen Harris’ musikalische Ideen leicht von Ungereimtheiten in der Klangerzeugung und Artikulation überschattet zu werden, wodurch die Ausführung der Ideen etwas an Stabilität verliere. Mit einer angemessenen Balance aus Originalität und Hingabe gebe Soundview aber immer noch eine solide Kostprobe einer schönen Kunstform.
Wynton Marsalis hätte Bruce Harris als einen von fünf wichtigen jungen Jazzmusikern bezeichnet, die man kennen sollte, schrieb Jim Hynes (Making a Scene). „Wenn Sie also so weit gekommen sind, haben Sie einen Anfang. Hören Sie einfach mal rein – in diesen neun Stücken steckt praktisch ein ganzes Jahrhundert an Jazzstilen.“